# DJ Pietrek
DJ Pietrek, właśc. Piotr Świergalski (ur. 28 grudnia 1967 r. w Białymstoku) – polski aktor, prezenter telewizyjny, dziennikarz muzyczny, producent muzyczny i DJ.

## Życiorys
W latach 1996–2001 prowadził autorski program Disco Polo Live, oraz koncert Ogólnopolski Festiwal Muzyki Tanecznej, realizowanej w Koszalinie i Ostródzie, które były emitowane na antenie telewizji Polsat. Po zakończeniu przygody z programem, w latach 2001–2015 miał przerwę, a w 2015 roku został prowadzącym program Disco Polo Life, gdzie prowadził program do 2016 roku. Latem 2018 roku za Roberta „Mykee” Jarka prowadził program Disco Gramy.

### Życie prywatne
Żonaty.

## Telewizja
- 1996–2001: „Disco Polo Live” - prowadzący[a]
- 1996–2001: „Ogólnopolski Festiwal Muzyki Tanecznej” - prowadzący (z Norbertem Łacińskim)
- 2015–2016: „Disco Polo Life” - prowadzący
- 2018: „Disco Gramy” - prowadzący (za Roberta „Mykee” Jarka, lato 2018)

## Filmografia
- 2009: "U Pana Boga w ogródku" - kierowca, reż. Jacek Bromski

## Dyskografia
- 1994: D.J. Pietrek & Drink Team - Bimbrownicy